# Légion des États-Unis
La Légion des États-Unis fut une réorganisation et une extension de l'United States Army de 1792 à 1796 sous le commandement du major-général Anthony Wayne.

## Origines
L'élan pour la légion provint de la défaite catastrophique du général Arthur St. Clair lors de la bataille de la Wabash par la confédération tribale de Blue Jacket et de Michikinikwa en novembre 1791. Les Pères Fondateurs avaient été suspicieux des armées permanentes, croyant que la milice conviendrait à tous les besoins de défense du pays. Cependant, la défaite de St. Clair et son prédécesseur, Josiah Harmar, dont les hommes venaient principalement des milices d'États, provoqua un changement d'opinion. Le Président Washington fit une liste de seize généraux de la guerre d'indépendance des États-Unis, dont Benjamin Lincoln, Daniel Morgan, et Friedrich Wilhelm von Steuben, afin de mener une armée élargie dans le Nord-Ouest. Après avoir consulté son cabinet, il choisit Wayne pour mener la nouvelle armée professionnelle, même si au départ Washington le considérait trop vaniteux. À la recommandation du Secrétaire à la Guerre Henry Knox, il fut décidé de recruter et former une « Légion », c'est-à-dire une force qui combinerait toutes les unités de combat de l'époque (cavalerie, infanterie lourde et légère, artillerie) en une force efficace de la taille d'une brigade qui serait divisible en plusieurs unités armées autonomes. Le Congrès accepta cette proposition et agrandit la petite armée permanente jusqu'à ce que « les États-Unis soient en paix avec les tribus indiennes. »

## Structure

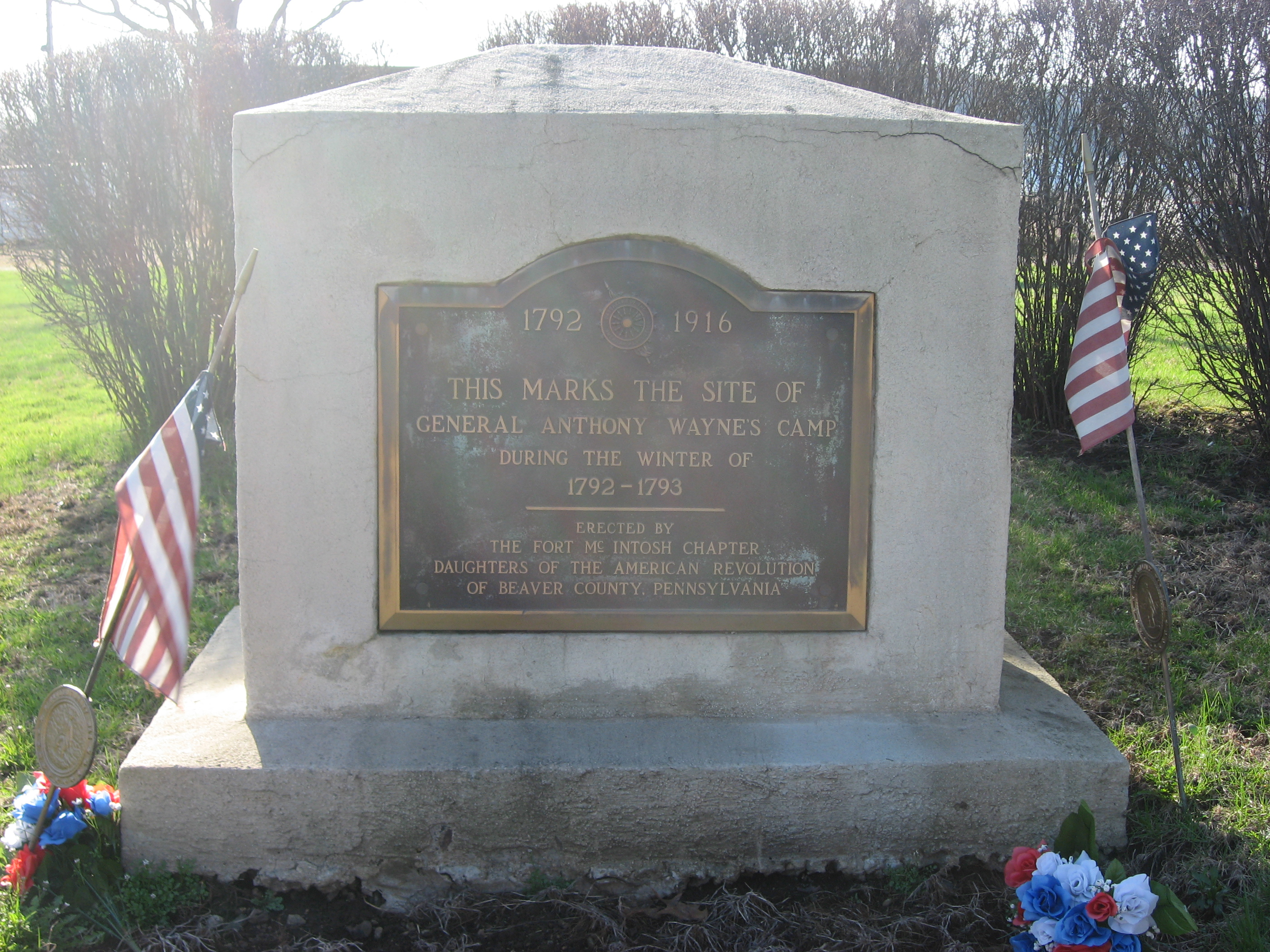
Monument sur le site de Legionville.

La légion était composée de quatre sous-légions, chacune commandée par un lieutenant-colonel. Ces sous-légions étaient des unités indépendantes avec deux bataillons d'infanterie, un bataillon de fusils (des escarmoucheurs d'infanterie légère armés avec des fusils pour protéger l'infanterie), une troupe de dragons et une batterie d'artillerie.
La légion fut recrutée et formée à Pittsburgh (Pennsylvanie). Elle fut par la suite divisée en quatre sous-légions. Elles furent créées à partir du 1er et 2e Régiment de l'US Army. Ces unités sont ensuite devenues les Première et Seconde Sous-Légion. Les troisième et quatrième sous-légions furent créées avec les recrues supplémentaires. De juin 1792 à novembre 1792, la légion est restée cantonnée à Fort LaFayette à Pittsburgh.
La légion déménagea ensuite au premier établissement de formation basique des forces armées des États-Unis à Legionville dans l'ouest de la Pennsylvanie sur la rive de l'Ohio. Le fort de la frontière fut construit sous les ordres du général Anthony Wayne. Le général Wayne établit aussi divers forts le long de sa ligne de marche pour s'assurer d'un bon réapprovisionnement, et y plaça les légionnaires tout juste formés.

## Batailles
La Légion des États-Unis fut attaquée à plusieurs reprises alors que ses convois poursuivaient leur expédition en territoire amérindien, notamment en direction des rapides de la rivière Maumee. Le 30 juin 1794, juste à l'extérieur des portes du fort Recovery (construit sur le champ de bataille de St. Clair, maintenant Fort Recovery, (Ohio)) un groupe à cheval mené par le major William Friend McMahon (de Yellow Springs) fut attaqué par 2 000 Amérindiens. Après la mort du major McMahon et la fuite des survivants dans le fort, une attaque de celui-ci fut menée. Heureusement pour les défenseurs, la plupart des hommes (environ 125) étaient des fusiliers expérimentés. Le fort avait également de l'artillerie pour les assister. La bataille continua pendant deux jours mais le fort Recovery ne fut pas pris. Quelques historiens pensent qu'il y avait plus d'Amérindiens lors de l'attaque de fort Recovery qu'à Fallen Timbers.
L'affrontement le plus connu auquel la légion a pris part fut la bataille de Fallen Timbers, proche de ce qui est maintenant Toledo (Ohio). Alors que l'avant de la légion fut attaquée par les Amérindiens, les troupes se rapprochèrent rapidement pour combattre à la baïonnette. Les forces amérindiennes n'ont pas réussi à contenir la force de l'attaque de la légion et se dispersèrent. Les Britanniques au fort Miami ont refusé d'ouvrir leurs portes et les survivants étaient livrés à eux-mêmes. Même si la bataille fut courte, Fallen Timbers fut l'aboutissement d'une campagne difficile et doit son succès à la formation intense et la discipline de la Légion des États-Unis.
La légion de par son concept a été créée et formée dès le début à Pittsburgh (Pennsylvanie) pour combattre en région boisée. Chaque sous-légion avait sa propre artillerie, dragons et fusiliers, infanterie légère et lourde.  Les officiers, sergents et soldats étaient formés pour se battre par petites unités et étaient habitués à être isolés géographiquement et à combattre seuls. Les tactiques du général Anthony Wayne étaient de tirer de se déplacer rapidement avec l'infanterie légère en premières lignes soutenue par l'infanterie lourde. Il a été enseigné à la légion d'approcher rapidement l'ennemi pour l'empêcher de recharger et ensuite d'attaquer avec les baïonnettes. Ceci était la conception et l'idée de la légion. Au 20 aout 1794, la Légion des États-Unis s'était entrainée pendant 25 mois pour cette bataille et était une machine bien huilée. Le succès de la légion revient principalement au Général Wayne, mais aussi à George Washington et Henry Knox.
Le 3 aout 1795, à la suite du résultat de la bataille de Fallen Timbers, les Amérindiens ont signé le traité de Greenville, mettant fin à leur guerre avec les États-Unis.
En 1796, le major-général Anthony Wayne accepta la capitulation des forts britanniques, dont le fort Niagara et le fort Miami qui étaient situés illégalement aux États-Unis en violation du traité de Paris (1783). La légion entra également dans le bastion amérindien des Kekionga, ce qui avait été le but de la campagne infortunée de St. Clair. La légion a construit des fortifications dans la ville qui fut nommée Fort Wayne, en l'honneur de leur général.

## Héritage
Une fausse idée fréquente est que la légion fut abandonnée en 1796. Après la mort du général Anthony Wayne à Erie (Pennsylvanie) le 15 décembre 1796, son adjoint, le général de brigade James Wilkinson (ensuite découvert pour avoir été un espion pour le gouvernement espagnol) essaya de débarrasser l'armée de tout ce que Wayne avait créé dont la structure légionnaire de l'armée. De ce fait, les 1re, 2e, 3e et 4e sous-légions sont devenues les 1er, 2e, 3e et 4e régiments de l'United States Army.
Le blason du 1er régiment d'infanterie montre, en rouge, une partie du bouclier en l'honneur de la 2e sous-légion. Le 1er régiment d'infanterie descend du 2e régiment de l'U.S. Army.
L'insigne d'unité, portées sur l'épaulette du 3e régiment d'infanterie, également connu sous le nom de « La Vieille Garde », est une médaille dorée sur laquelle figure « un ancien bicorne d'officier d’infanterie de 1784 avec une plume. » C'est une allusion au cimier du blason du 3e régiment d'infanterie, qui affiche un bicorne noir avec une plume blanche.  Ce sont les couleurs de la 1re sous-légion. Un exemple de chapeaux similaires peut être vu dans les uniformes du Fife and Drum Corps du 3e régiment d’infanterie.
Le blason du 4e régiment d'infanterie de l'US Army est vert et blanc en l'honneur de la 4e sous-légion.
Les couleurs d'unités :
- 1re sous-légion: noir et blanc
- 2e sous-légion: rouge et blanc
- 3e sous-légion: noir et jaune
- 4e sous-légion: vert et blanc